# Čertanovo Južnoe
Il quartiere Čertanovo Južnoe (in russo Район Чертаново Южное?, Čertanovo meridionale) è un quartiere di Mosca sito nel Distretto Meridionale.
Insieme ai quartieri di Čertanovo Severnoe e Čertanovo Central'noe, prende il nome dall'abitato di Čertanovo, che sorgeva nell'area dei tre quartieri attuali insieme ad altri nuclei abitati minori.
Entra a far parte del territorio cittadino nel 1960, con il completamento dell'MKAD.